# Chuck Mitchell
Pour les articles homonymes, voir Chuck Mitchell (homonymie) et Mitchell.
Chuck Mitchell est un acteur américain né le 28 novembre 1927 à Connecticut (États-Unis), mort d'une cirrhose le 22 juin 1992 à Hollywood (Californie).

## Filmographie
- 1979 : Penitentiary : Lt. Arnsworth
- 1980 : Don't Answer the Phone! : Sam Gluckman
- 1980 : Le corbillard (en) (The Hearse) de George Bowers : Counterman
- 1981 : Bret Maverick (TV) : Joe Dakota, Card Player
- 1963 : Hôpital central ("General Hospital") (série TV) : Big Ralph (1981)
- 1982 : Porky's : Porky
- 1982 : Boxoffice : Mr. Joy
- 1982 : Appelez-moi Bruce? (They Call Me Bruce?) : Bartender
- 1983 : Good-bye Cruel World : Larry Locatelli
- 1983 : Le Souffle de la guerre ("The Winds of War") (feuilleton TV) : Fishing boat skipper
- 1983 : Horror Star (Frightmare) : Détective
- 1985 : Porky's Contre-Attaque (Porky's Revenge) : Porky Wallace
- 1985 : Better Off Dead... : Rocko
- 1986 : Hollywood Zap! : Mr. Prideman
- 1987 : Hateman : Judge
- 1987 : Hollywood Monster : Mr. Rosenbaum